# Westerkwartier (municipio)
Westerkwartier (en groningués: Westerkertier) es un municipio de la Provincia de Groninga al norte de los Países Bajos, creado el 1 de enero de 2019 por la fusión de cuatro antiguos municipios: Grootegast, Leek, Marum y Zuidhorn (y una parte de Winsum).